# Syncollesis pauliani
Syncollesis pauliani là một loài bướm đêm trong họ Geometridae.